# Nikolaus Reineri
Nikolaus Reineri (* 17. Juli 1639 in Kaimt; † 12. Januar 1713 ebenda) war ein deutscher Schöffe, Synodaler und Abgeordneter beim kurtrierischen Landtag für die Stadt Zell (Mosel).

## Leben
Nikolaus Reineri war das jüngste von 8 Kindern des langjährigen Landtagsdeputierten Matthias Reineri und dessen Ehefrau Margarete, geb. Hensel (* um 1602) aus Kaimt an der Mosel. 1688 war er Schöffe und Synodale in Kaimt, von 1684 bis nach 1701 Mitglied im Zeller Stadtrat, von 1686 bis 1708 Gerichtsschöffe am Stadtgericht Zell und von 1695 bis 1702 Stadtschreiber der Stadt Zell. Im Jahre 1701 vertrat er das Amt Zell als Abgeordneter der „Weltlichen Ständt“ beim kurtrierischen Landtag. Im Jahre 1666 übernahm er von seinem Vater Matthias Reineri die Aufgabe des Hofverwalters des Wadgassener Hofs in Kaimt, ein Amt, das er erst im Jahre 1704 an seinen gleichnamigen Sohn Johannes weitergab.

## Familie
Nikolaus Reineri war seit 1667 mit Maria, geb. Berres verheiratet und hatte mit ihr 15 gemeinsame Kinder. Sohn Hugo Friedrich studierte 1692 in Trier und Sohn Peter von 1706 bis 1707 ebenfalls in Trier. Sohn Johannes wurde vor 1703 ebenfalls Stadtschreiber sowie Steuereinnehmer im Amt Zell und übernahm 1704 als Hofmann von seinem Vater den Wadgassener Klosterhof in Kaimt. Er war mit Eva Christina geb. Reuß verheiratet und hatte 12 gemeinsame Kinder mit ihr.